# Snipvis
De snipvis (Macroramphosus scolopax) is een straalvinnige vis uit de familie van de snipmesvissen (Centriscidae) en behoort tot de orde van de zeenaaldachtigen (Syngnathiformes). De vis is gemiddeld 12 cm lang, maar kan een lengte bereiken van 20 cm. 

## Leefomgeving
Macroramphosus scolopax is een zoutwatervis. De vis verblijft liefst in zeeën met een subtropisch klimaat en heeft zich verspreid over de drie belangrijkste oceanen van de wereld: Grote Oceaan, Atlantische Oceaan en Indische Oceaan. Bovendien komt Macroramphosus scolopax voor in de Middellandse Zee.
De snipvis komt ook voor in de Noordzee, maar is zeer zeldzaam aan de kusten van de Lage Landen. Er is uit 1950 een vondst van dubieuze herkomst. Snipvissen komen voor in scholen en worden soms massaal in kuilnetten gevangen. De diepteverspreiding is meestal 50 tot 350 m onder het wateroppervlak (extremen: 26 -600 m). Snipvissen voeden zich zowel met bodemfauna (circa 40%) als met vrijzwevende kleine kreeftachtigen en visseneieren (zoöplankton, circa 60%). Verder vormen ze een belangrijke prooivis voor heek en braam.

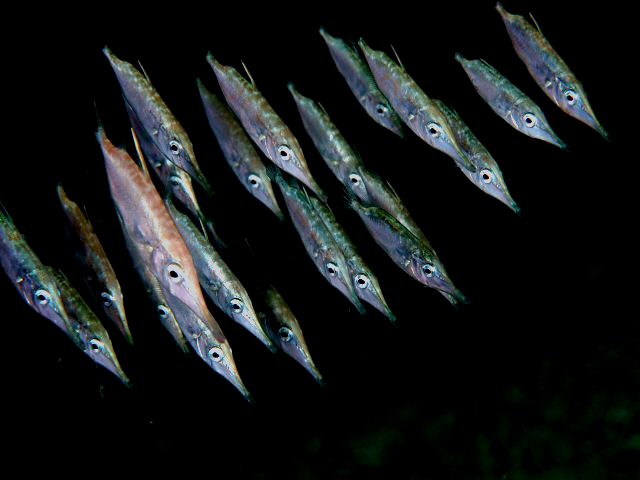
School snipvissen

## Relatie tot de mens
Macroramphosus scolopax is voor de beroepsvisserij van belang. De soort kan worden bezichtigd in sommige openbare aquaria. 